# Lorp-Sentaraille

Lorp-Sentaraille este o comună în departamentul Ariège din sudul Franței. În 1 ianuarie 2022 avea o populație de 1.392 de locuitori.